# Francisco Expedito Lopes
Dom Francisco Expedito Lopes (Meruoca,  8 de julho de 1914 — Garanhuns, 2 de julho de 1957) foi um bispo católico brasileiro.
Nasceu no Sítio Jerusalém (Vila de Meruoca) em Sobral, no estado do Ceará, sendo fruto da união conjugal de Edésio Pereira Lopes e Noeme Cordeiro de Araújo. Foi ordenado sacerdote em Roma em 1938, sagrado bispo em Sobral em 1948, sendo eleito primeiro bispo em Oeiras, no estado do Piauí. Em 1955 foi empossado como quinto bispo de Garanhuns no estado de Pernambuco.
Fundou o Instituto das Missionárias de Nossa Senhora de Fátima do Brasil.
Foi vítima de um atentado a tiros cometido pelo padre Hosana de Siqueira e Silva, em Garanhuns, em 1 de julho de 1957, e veio a falecer no dia seguinte.

## Processo de Beatificação
Seu lema era "Restaurar tudo em Cristo". Considerado um santo pela população, Dom Acácio Rodrigues Alves tornou-se o postulador de sua beatificação na Diocese de Garanhuns.

## Ver mais
- Lista de santos, beatos, veneráveis, servos de Deus brasileiros